# Saccopteryx leptura
Saccopteryx leptura là một loài động vật có vú trong họ Dơi bao, bộ Dơi. Loài này được Schreber mô tả năm 1774.